# Færøernes fugle
Færøernes fugleliv er præget af havet. Færøerne ligger i et hjørne af Europa, der er fri af fastlandet og præget af oceanet med Golfstrømmen som en dominerende kraft. Et område med en usædvanlig fuglerigdom. Der er ca. 80 almindelige fuglearter, hvoraf ca. 54 arter ruger på Færøerne, heriblandt mallemuk (ca. 600.000 par), lunde (ca. 550.000 par), lille stormsvale (ca. 250.000 par), ride (ca. 230.000 par), lomvie (ca. 175.000 par) og almindelig skråpe (ca. 25.000 par).
Øerne bebos hovedsageligt af havfugle, der helt eller delvist lever af havets føderigdom og landfugle, der kan klare den udfordring, det er at skulle klare sig på en lille øgruppe langt fra fastlandet. 
Strandskaden Tjaldur er Færøernes nationalfugl. Den færøske ynglebestand er på ca. 7-8 tusinde par og er i forhold til andre steder usædvanlig stor. Den overvintrer i mindre antal på Færøerne, og resten formodes at opholde sig på havet ud for Nordvestskotland. Dens ankomst omkring 12. marts bliver af færingerne fejret med en forårshøjtidelighed med tale, sang og musik.
Samtlige færøske fuglearter er underlagt regler, så rovdrift undgås. 

## Observation
Fuglene kan observeres overalt, men kan let observeres på svært tilgængelige fugleklipper følgende steder, de fleste arter i juni – juli – august:
Mykines er kendt som et fugleparadis med store lunde- og sulekolonier.
Suðuroy: På den lille holm Lopranshólmur vest for Lopra, kan en stor ternekoloni observeres fra land ved brug af kikkert, uden at ternerne bliver forstyrret. Ved 21-tiden i juli måned kan lunderne iagttages samme sted, når de med næbbet fyldt med fisk kommer ind ude fra havet. 
Ved fuglefjeldet Beinisvørð (Fjeldvejen fra Lopra) er det også muligt at observere mange havfuglearter. 
Andre steder med relativt let tilgængeligt fugleliv: Skúvoy, Fuglefjeldet Kap Enniberg på Viðoy, Gjógv (lunde), Nólsoy (Lille stormsvale) og på bådturene fra Vestmanna, hvor alk og lomvie kan iagttages. 
Færøernes Naturmuseum V. U. Hammershaimbsgøta 13, Tórshavn har udstilling om øens fugle.

## Fuglearter
Almindelige fuglearter på Færøerne og steder, hvor de kan observeres:
- Almindelig kjove Kjógvi yngler på de fleste af øerne, og der findes kolonier med over hundrede par, men der findes også mange kolonier med få par. Den yngler overvejende i de lavere dele af udmarken, hvor der er fugtige enge. Rederne ligger ofte kun med 11-20 meters mellemrum. Den er ligesom Storkjoven territoriehævdende, men hvert par har kun et mindre område. – De ankommer i april og i slutningen af maj eller begyndelsen af juni lægges æggene. I yngletiden dykker de med skrig mod forstyrrer. – Når ungerne i slutningen af juli er 4-5 uger gamle, er de flyvefærdige, og sammen med de voksne fugle flyver de en tid i de færøske farvande. Allerede i august begynder de at trække mod syd ned til nord for Ækvator, hvor fuglene fra de nordlige ynglepladser overvintrer.

- Almindelig skråpe Skrápur

- Canadagås Øshvít gás

- Dobbeltbekkasin Mýrisnípa De fleste dobbeltbekkasiner forlader Færøerne om vinteren, og man må formode, at de overvintrer i Irland, lige som mange af de islandske gør. Dobbeltbekkasinen træffes overalt i indmarker og i udmarkernes lavere frodigere dele, hvor der er moseområder og engstrøg. I marts-april ankommer de til Færøerne og yngler i maj-juni, hvor den lægger de 4 æg.

- Dværgfalk Smyril Den eneste rovfugl, som yngler på Færøerne i dag, er dværgfalken, men man mener også, at havørnen har ynglet på Færøerne i helt gamle dage. I dag yngler der formodentlig ca. 25 til 50 par dværgfalke på Færøerne. Bestanden er i fremgang nu efter en kraftig nedgang midt i sidste århundrede. Én af årsagerne til fremgangen i dag må nok skyldes de forholdsvis milde vintre, hvor mange stære og gråspurve klarer sig godt, og derved giver et godt fødegrundlag for dværgfalkene. Man ved det ikke med sikkerhed, men det formodes, at i hvert fald en del af den færøske bestand er standfugle. Den islandske bestand tæller mellem 1000 og 2000 par, hvoraf de fleste er trækfugle. Mange af dem passerer Færøerne både forår og efterår, når de er på vej til deres vinterkvarterer i området Irland, Skotland, England og Nordfrankrig. Så nogle af de dværgfalke, som er på Færøerne om vinteren, er antagelig islandske. – Et ordsprog, som bruges den dag i dag er, hvis for eksempel nogle børn leger godt sammen, og der pludselig kommer en ballademager til og ødelægger freden og idyllen, at man da siger: Nu kom smyril i stæreflok.

- Edderfugl Æða

- Grågås Grágás

- Gærdesmutte Músabróðir bygger rede i maj-juni, og lægger 5-6 æg i en lille, fin, kugleformet rede som den bygger i klippesprækker og mellem sten. Ungerne kommer ud efter et par ugers rugning, og de kan flyve efter 2½ uges tid.

- Gråspurv Gráspurvur er en fugl, der foretrækker at opholde sig i indmarken. I det hele taget er gråspurven ikke meget for at krydse åbent hav eller bare en fjord eller et sund. Det tog f.eks. 18 år for gråspurvene at krydse Nólsoyarfjørður og komme fra Tórshavn ud til Nólsoy bygd. På Færøerne ynglede gråspurven første gang omkring 1935, hvor den slog sig ned i Vágur på Suðuroy, hvor et par muligvis er kommet med et skib. Herfra spredte den sig til hele Suðuroy.

- Havterne Terna er en trækfugl og en talrig ynglefugl, der søger føde i nærheden af kysten. Havternen er den eneste terneart, som yngler på Færøerne. Der er kolonier på alle øerne og store havternekolonier på Mykines, Mykines hólmur, Kalsoy og på Hoyvíkshólmur nord for Tórshavn. De fleste havternekolonier findes nær kysten på steder, hvor græsvegetationen er frodig. Tidligere indsamlede man havternens æg. – Havternen ankommer i maj måned, lidt senere end de andre søfugle. I midten af juli har de fleste havterner forladt ynglepladserne, men i regnfulde somre kan det forekomme at mange unger omkommer, og der lægges ofte et nyt kuld æg, og de sidste forlader derfor først kolonierne sidst i august. Det kan være ubehageligt at færdes i en koloni, fuglene kan være aggressive. – På Mykines har havternerne en ejendommelig måde at fouragere på: De foretager lynhurtige dyk mod en lunde, som sidder på grønsværen med næbbet fuldt af fisk og som regel bliver den forskrækket, taber sit bytte og flygter til havs, hvorefter havternen kan opsamle fisken.

- Hjejle Lógv holder oftest til oppe i fjeldene, hvor man hører dens sørgmodige fløjtetone. Sidst i maj og først i juni yngler hjejlen. Reden anbringes ofte i et område med kort, tørt græs; den er ret dyb og foret med strå og plantedele. Æggene er gulbrune med store og mindre tjærefarvede pletter – især i den brede ende, og de måler ca. 52 x 35 mm. Efter 30 dage klækkes ungerne. Ungernes farver får dem til at gå i ét med det tørre græs og lyng. – Ringmærkning tyder på, at de færøske hjejler tilbringer vinteren i den sydlige del af Europa.

- Hvidbroget ravn Hvítravnur var en speciel ravnvariant på Færøerne, der også var kulsort, men med store hvide fjerpartier, dog tit plettet med enkelte sorte fjer. De bevarede hvidbrogede ravne er ikke helt ens i udseende, men de har alle hvide områder på hoved, vinger og bug. – De sidste hvidbrogede ravne blev observeret følgende stedet: Én den 2. november 1902 på Mykines, én blev set om efteråret 1916 dels i udmarken ved Velbastaður, dels på Koltur. Og endelig blev den hidtil sidste set på Nólsoy, både i snevinteren 1947 og igen sent i 1948. På dette tidspunkt efter 2. verdenskrig har man været så opmærksom på ravnen, at det er usandsynligt, at de ikke er blevet observeret. Naturhistorisk Museum i Tórshavn (Færøernes Naturmuseum) har lavet en særudstilling om den hvidbrogede ravn.

- Islom Havgás Ses mest under træk til og fra overvintring ved Nordvesteuropas kyster.

- Kortnæbbet gås Íslandsgás

- Krage Kráka Er almindelig overalt. Yngler i nærheden af fuglefjeldene, ved menneskelig bebyggelse og lever i direkte konkurrence med ravnen.

- Lille kjove Snældukjógvi kendelig på den 15-25 cm lange halefjer, har ca. samme størrelse som en hættemåge. Er lidt mindre og mere smalvinget end almindelig kjove og med mere grå ryg. Hunnen er større end hannen. Den er en fåtallig trækgæst om efteråret.

- Lille stormsvale Drunnhvíti er den fugleart på Færøerne, som yngler senest. Først i slutningen af juni lægger den sit ene hvide æg. Om dagen kan de færøske stormsvaler observeres langt ude på havet, hvor de med lette vingeslag hopper over bølgerne, mens de med næbbet tager smådyr i vandet. Den observeres bedst om natten på Mykines hólmur og Nólsoy. Den er en trækfugl og yngler på alle øer.

- Lunde Lundi  eller søpapegøje, som de også kaldes. De største bestande findes på Mykines, men også i mindre kolonier på resten af Færøerne. Lunderne har gennem århundreder været en uundværlig fødekilde for Færøernes befolkning. Der fanges stadig lunder med 'fleygastong'. Årene 2005, 2006 og 2007 var kastrofale, idet der ikke med sikkerhed disse år blev iagttaget en eneste flyvefærdig lundeunge. 2008 var dog noget bedre. Normalt opholder lundeunger sig omkring 42 dage i reden, hvis der er føde nok. I 2008 blev der observeret unger i slutningen af august måned i 2008, medens de fleste normalt rejser i midten af måneden i gode år. – Med sejlskibene kom rotterne til Færøerne og reducerede bestanden drastisk. I dag er der kun kolonier på øer og små holme, hvor rotten ikke forekommer. – Lunden er et kendetegn for Færøerne, de sætter præg på de kystnære farvande om sommeren og udgør grundlaget for færøsk fuglefangst, hvert år fanges tusinder af fugle. I dag fanges lunderne udelukkende med fleygastong.

- Mallemuk Havhestur har igennem århundreder været en talrig gæst på Færøerne. Først 1834 blev de første ynglende par observeret og er nu en af de talrigeste ynglende fugle på Færøerne. – Den yngler på de lodrette fjeldvægges hylder. Når havhesten slår sig ned på en afsats tager den ikke hensyn til at andre fuglearter har annekteret stedet. Forsvinder de ikke omgående, gylper havhesten en ildelugtende olie ned over deres fjerdragt, så de aldrig kommer tilbage til klippehylden. – Når fuglefangerne kommer i line ned langs fjeldmuren, sker der ofte det, at de får deres tøj tilsølet af det ildelugtende opgylb, som havhestene kan slynge indtil et par meter fra sig. – Havhestens fede unger er en af færingernes yndlingsspiser. Ungernes flyveevne i den første tid efter at de er kommet på vandet er endnu så ringe, at de ikke kan komme på vingerne uden forholdsvis stærk blæst og er derfor lette at fange med en ketcher fra en motorbåd. I 1930'erne udbrød der en epidemi på Færøerne med mange døde. Heldigvis konstaterede lægerne kort tid efter udbruddet at smittekilden var havhesteungerne. I nutiden bliver slagtede unger behandlet så smitten undgås. I midten af august, når ungerne er ca. 7 uger, er de flyvefærdige, så forlader de kolonien sammen med de voksne fugle, og opholder sig en kort periode overalt i de færøske farvande, inden de trækker væk, formodentlig på det åbne Atlanterhav omkring Ækvator.

- Pibeand Ennigul ont kommer ofte fra Island og raster forår, forsommer og efterår. Overvintrer i Storbritannien eller i Sydeuropa.

- Ravn Ravnur Den færøske ravn tilhører underarten C. c. varius, som har hvid basis af bl.a. nakkefjerene i stedet for grå. Overvintrer, men på Færøernes sydligste punkt Akraberg er sydøstflyvende fugle et normalt syn om efteråret. Ses overalt, og er ofte en trussel for nye lam.

- Ride Ryta hører til fuglebjergenes fugle, og her yngler flere end 100.000 par. Riden er en trækfugl, men der ses også vintergæster her. Riden er før i tiden blevet spist. Den blev da fanget på samme måde, som man i dag bruger til lundefangst – med flejestang. Riden ser ud til at være gået noget tilbage i de senere år.

- Rødstrubet lom Lómur

- Sangsvane Svanur

- Skærpiber Grátítlingur er en færøsk standfugl, der er almindelig i de højereliggende og mere tørre områder, men den holder også gerne til i bygderne og i fjeldområder længere væk fra kysten. Den bygger rede på jorden, ofte helt dækket af den overhængende græsvegetation. I maj-juni lægges 4-5 æg, som ruges i ca. 14 dage, og ungerne er flyvefærdige i en alder af ca. to uger. Den er en alsidig ynglefugl, der om sommeren ynder at holde sig langs kysterne i en højde af flere hundrede meter. Om vinteren opholder den sig mest ved kysten, og indlandets ynglepladser bliver besat senest.

- Småspove Spógvi har sit vinterkvarter syd for Sahara i Vestafrika, og det er måske her, man skal finde årsagen til dens tilbagegang som færøsk ynglefugl. – Den kommer til Færøerne i april måned og yngler på alle øer. Den færdes og yngler i moser og enge med høj græsvegetation i den lavere del af udmarken. I september har de fleste spover forladt Færøerne.

- Solsort Kvørkveggja har spredt sig støt og jævnt, siden den begyndte at yngle på Færøerne i 1940'erne, hvor den først kom til Sandoy, til Kunoy og til Tórshavn. Den store storm i 1988 hærgede slemt i de færøske plantager, og det ødelagde ynglemulighederne for de træboende fugle, men solsorten havde bredt sig inden, så dens bestand klarede sig langt bedre end en anden drosselfugl, vindroslen, der næsten forsvandt som ynglefugl efter stormen.

- Storkjove Skúgvur var omkring 1890 ramt af næbtold på Færøerne. En overgang var der kun fire par tilbage og først efter de blev fredet er bestanden efterhånden genoprettet. Besøger man en Storkjovekoloni i yngletiden, vil man opleve, at de forsøger med styrtdyk at jage de uvedkommende bort. Den er kendt som ægrøver og ofte jager den andre fugle, og fratvinger dem deres indsamlede føde.

- Stormmåge Skatumási er en færøsk standfugl og begyndte at yngle på Færøerne i slutningen af det 19. århundrede. Den yngler oftest ved søer og i små kolonier. Enkelte par kan yngle ved vandløb i frodige dale, små holme, eller imellem stenene nær kysten.

- Stor stormsvale Sýldur drunnhvíti ynglede første gang på Mykines Hólmur omkring 1930. Den ankommer allerede i april måned, og i maj lægger sit ene æg. Efter ca. 40 dage udklækkes ungen, der bliver i reden i 7 uger. Allerede i august-september på et tidspunkt, hvor den lille stormsvale har små unger i reden, forlader de store stormsvaler ynglepladserne.

- Strandskade Tjaldur er Færøernes nationalfugl og ses overalt hele sommeren. De fleste færøske strandskader overvintrer ved Wales, men nogle flyver dog helt til Frankrig. De kommer tilbage til Færøerne Grækarismessudag den 12. marts, og man siger, at de har fuld rede den 12. maj. Strandskadens rede er blot en fordybning, som kan være foret med småsten og muslingeskaller. Ungerne holder ofte til i områder med mange sten, hvor ungens camouflagefarver er helt perfekte som beskyttelse. Alt, hvad der kommer for nær på rede og unger, bliver skældt meget kraftigt ud! Det hænder ofte at den foregiver at den er såret for at vildlede eventuelle fjender.

- Stenvender Tjaldursgrælingur er almindelig og kommer som træk- og ynglefugl i april-maj fra det nordlige Grønland. Yngre fugle, der ikke yngler bliver ofte i vinterhalvåret.

- Stær Stari er en almindelig ynglefugl på alle øerne. Den yngler i stejle fuglefjelde ved kysten og i hamre og tørvehuse inde i landet. Den er almindelig i byer og bygder, hvor den bygger rede i stengærder og i redekasser. – De færøske stære har udviklet en egen færøsk underart,- Sturnus vulgaris faeroensis, som er lidt større og mere skinnende end andre steder i Europa.

- Svartbag Svartbakur

- Sule Súla Det eneste sted på Færøerne, hvor sulerne yngler er på Mykines. Man regner med at der er omkring 2500 ynglepar på hylderne på nordsiden af Mykines Holm samt på Píkarsdrangur og Flatidrangur ved sydvesthjørnet af holmen. Der ruger endvidere ca. 5 til 6 par ved Holm Gjov, det smalle sund, der adskiller Mykines Holm fra Mykines.

- Sølvmåge Fiskimási

- Tejst Teisti er lidt mindre end lomvie, og er sort med en stor hvid plet på hver vinge og med blodrøde fødder. Den kan ses hele året, og er en af de få arter, der gør sig fortjent til det latinske efternavn faeroensis.

- Topskarv Skarvur

## Fuglefangst på Færøerne
Et specielt færøsk fangstredskab er fuglestangen. Fuglestangen er en en stang med to store arme eller grene foroven, mellem hvilke der ver udspændt et net, næsten som en trekantet ketsjer.  Fra gammel tid fandtes dette redskab i to varianter, ”fyglingarstong” og ”fleygingarstong”.
Fangst med fleygingarstong er langt mere bæredygtig end andre fangstmetoder, idet jægeren kun fanger en fugl ad gangen og i øvrigt kan sortere visse fugle fra, for eksempel de lunder ”sildberi”, som bringer mad hjem til deres unger. Desuden slipper man fra skamskudte fugle.  Det har i øvrigt altid været forbudt at bruge skydevåben i og ved fuglefjelde.
I de sidste 20 år har der været en stærk nedgang i havfuglebestandene og man har derfor ikke fanget lunder, lomvier og alke med fleygingarstong.  Nedgangen skyldes mangel på de småfisk som fuglene lever af og har medført at der stort set ikke er kommet nye kuld af unger. Derimod har der været nok af den invasive fugleart mallemuk, som bliver jaget. Mallemukken har en tendens til at fortrænge andre fuglearter fra bjergene og er derfor ganske ildeset blandt fuglefængere.

## Galleri
- Lundeunge
- Strandskadeæg
- Juvenil Strandskade Tjalður
- Lille regnspove spógvi